# Füramoos
Füramoos ist ein Ortsteil von Eberhardzell, einer Gemeinde im Landkreis Biberach in Oberschwaben, Baden-Württemberg. Am 1. Januar 2023 hatte Füramoos 690 Einwohner.

## Lage und Verkehrsanbindung
Füramoos liegt fünf Kilometer östlich des Kernortes Eberhardzell an der L 306. Durch den Ort fließt die Bellamonter Rottum. Westlich verläuft die B 465.

## Geschichte
Füramoos wurde erstmals im Jahr 1143 als „Füremos“ urkundlich erwähnt.

### Frühe Erwähnung und Herrschaft des Klosters Ochsenhausen
Die erste Erwähnung von Füramoos erfolgte um das Jahr 1143 als "Füremos". Eine weitere Nennung als "Wrimos" ist aus dem Jahr 1173 bekannt. Im Jahr 1143 schenkte Graf Rudolf von Bregenz das Dorf dem Kloster Ochsenhausen, wodurch die Grundherrschaft an das Kloster überging.

### Übergang zu Württemberg und staatliche Verwaltung
Mit der Auflösung des Klosteramts Ochsenhausen im Jahr 1803 gelangte Füramoos an den Fürsten von Metternich-Winneburg. Im Jahr 1806 kam der Ort unter die Staatshoheit von Württemberg und gehörte ab 1810 zum Oberamt (später Landkreis) Biberach. Die Standesherrschaft Ochsenhausen endete mit dem Verkauf an den Staat im Jahr 1825. Bereits vor 1828 konstituierte sich in Füramoos eine selbstständige Gemeindeverwaltung.

### Kirche und Religion
Die Kirche und Pfarrei in Füramoos wurden erstmals im Jahr 1173 erwähnt. Im Jahr 1519 wird der Heilige Michael als Kirchenpatron genannt. Das Kirchensatz wurde dem Kloster Ochsenhausen im Jahr 1365 inkorporiert. Seit dem Jahr 1605 gehört Füramoos zur Pfarrei Bellamont. Die spätgotische katholische Kirche wurde später umgebaut. Die evangelischen Einwohner gehören zur Kirchengemeinde Biberach.

### Torfabbau, Landkreis Biberach und Gemeindereform
Das Füramooser Ried, im Staatsbesitz, lieferte noch weit über das Jahr 1837 hinaus jährlich etwa 300.000 Stück Torf, von denen der Gemeinde 141.000 zustanden. Seit dem Jahr 1938 gehört Füramoos zum Landkreis Biberach. Im Zuge der Gemeindereform im Jahr 1975 wurde Füramoos der Gemeinde Eberhardzell zugeordnet.

## Sehenswürdigkeiten
- Katholische Filialkirche St. Michael
- Hohbäumle
- Holzweiher

## Söhne und Töchter des Ortes
- Gebhard Müller (1900–1990), Politiker der CDU, Staatspräsident von Württemberg-Hohenzollern, Ministerpräsident von Baden-Württemberg und anschließend als Jurist von 1959 bis 1971 Präsident des Bundesverfassungsgerichts

## Trivia
- Füramoos wird im Text des Schwobarock Songs Ratzariader Schenkelbatscher von Grachmusikoff erwähnt.[5]